# Rio de Gregori
Rio de Gregori (Zürich, 22 september 1919 – München, 22 mei 1987) was een Zwitserse jazz-pianist, bigband-leider en arrangeur.
Zijn ouders wilden dat hij een klassieke pianist werd, De Gregori koos voor de jazz. Hij speelde als professioneel muzikant bij Willie Mac Allen (1939–1940), James Boucher (1940–1941), Jo Grandjean (1942), René Weiss (tot september 1944) en de bigband van Fred Böhler (waarvoor hij ook als arrangeur werkte, tot 1945). In die jaren maakte hij ook opnamen met een eigen groep, voor Columbia. In 1945 richtte hij zijn eigen dansorkest op, waarin enkele van de beste Zwitserse musici speelden, zoals Stuff Combe en Kurt Weil. Na het einde van zijn bigband werkte De Gregori verder als solist of met een trio. Hij had ook een bar in Ascoba en na zijn verhuizing naar München, een nachtclub. Met zijn groep begeleidde hij Suzanne Doucet op plaatopnames.